# Dominic Thiem
Dominic Thiem (Wiener Neustadt, 3 september 1993) is een Oostenrijks tennisspeler. Thiem geldt als een specialist op gravel. Van zijn 27 finales op ATP-toernooien waren er liefst 17 op gravel. In totaal won hij in zijn loopbaan tot nu toe 17 titels, waarvan 10 op het gemalen baksteen.Tevens heeft hij twee challengers in het enkelspel op zijn naam staan. Zijn hoogste positie op de wereldranglijst is de 3e plaats.

## Loopbaan
Zowel in 2016 als in 2017 behaalde hij op Roland Garros de halve finale, maar werd hij uitgeschakeld door Novak Djokovic, respectievelijk Rafael Nadal (beiden de latere winnaars van dat jaar). Zowel in 2017 als in 2018 was hij de enige speler die Nadal wist te verslaan op gravel. In 2018 deed hij dat in de kwartfinales van het ATP-toernooi van Madrid, om vervolgens net als het jaar ervoor de eindstrijd te halen. Beide finales gingen verloren. Op het ATP-toernooi van Indian Wells 2019 behaalde hij met de hoofdprijs zijn eerste titel op een masterstoernooi. In de eindstrijd versloeg hij de Zwitser Roger Federer. Enkele weken later won hij ten koste van de Rus Daniil Medvedev ook het ATP-toernooi van Barcelona 2019. In 2019 was Thiem ook erg succesvol in eigen land. Hij won zowel het ATP-toernooi van Kitzbühel 2019 als het ATP-toernooi van Wenen 2019. De eindstrijd van de ATP Finals 2019 tegen de Griek Stéfanos Tsitsipás ging in drie close sets verloren. Een jaar later ging de finale van de ATP Finals 2020 tegen de Rus Daniil Medvedev eveneens nipt verloren. 
In 2018 bereikte hij voor het eerst in zijn loopbaan een finale op een grandslamtoernooi. Op Roland Garros verloor hij in 2018 en in 2019 de eindstrijd van Nadal. In 2020 bereikte hij voor de eerste maal de finale van de Australian Open, maar verloor ook deze finale, ditmaal van Djokovic. Daarna was het op de US Open 2020 in zijn vierde finale wel raak. In de eindstrijd was hij de Duitse generatiegenoot Alexander Zverev in vijf sets de baas.  
Thiem is een van de vijf spelers die 5 wedstrijden of meer tegen Roger Federer heeft gespeeld en een positieve balans tegen de Zwitser heeft: 4 gewonnen en 2 verloren.

## Palmares
| Legenda                       | Legenda               |
| ----------------------------- | --------------------- |
| Grand Slam                    |                       |
| Olympische Spelen             |                       |
| tot 2009                      | vanaf 2009            |
| Tennis Masters Cup            | ATP Finals            |
| ATP Masters Series            | ATP Tour Masters 1000 |
| ATP International Series Gold | ATP Tour 500          |
| ATP International Series      | ATP Tour 250          |

### Enkelspel
| Nr.                  | Datum             | Toernooi             | Ondergrond    | Tegenstander in finale | Score                      |                |
| -------------------- | ----------------- | -------------------- | ------------- | ---------------------- | -------------------------- | -------------- |
| gewonnen finales     |                   |                      |               |                        |                            |                |
| 1.                   | 23 mei 2015       | ATP Nice             | Gravel        | Leonardo Mayer         | 6-7(8), 7-5, 7-6(2)        | details        |
| 2.                   | 26 juli 2015      | ATP Umag             | Gravel        | João Sousa             | 6-4, 6-1                   | details        |
| 3.                   | 2 augustus 2015   | ATP Gstaad           | Gravel        | David Goffin           | 7-5, 6-2                   | details        |
| 4.                   | 14 februari 2016  | ATP Buenos Aires (1) | Gravel        | Nicolás Almagro        | 7-6(2), 3-6, 7-6(4)        | details        |
| 5.                   | 27 februari 2016  | ATP Acapulco         | Hardcourt     | Bernard Tomic          | 7-6(6), 4-6, 6-3           | details        |
| 6.                   | 21 mei 2016       | ATP Nice             | Gravel        | Alexander Zverev       | 6-4, 3-6, 6-0              | details        |
| 7.                   | 13 juni 2016      | ATP Stuttgart        | Gras          | Philipp Kohlschreiber  | 6-7(2), 6-4, 6-4           | details        |
| 8.                   | 26 februari 2017  | ATP Rio de Janeiro   | Gravel        | Pablo Carreño Busta    | 7-5, 6-4                   | details        |
| 9.                   | 18 februari 2018  | ATP Buenos Aires (2) | Gravel        | Aljaž Bedene           | 6-2, 6-4                   | details        |
| 10.                  | 26 mei 2018       | ATP Lyon             | Gravel        | Gilles Simon           | 3-6, 7-6(1), 6-1           | details        |
| 11.                  | 23 september 2018 | ATP Sint-Petersburg  | Hardcourt (i) | Martin Kližan          | 6-3, 6-1                   | details        |
| 12.                  | 18 maart 2019     | ATP Indian Wells     | Hardcourt     | Roger Federer          | 3-6, 6-3, 7-5              | details        |
| 13.                  | 28 april 2019     | ATP Barcelona        | Gravel        | Daniil Medvedev        | 6-4, 6-0                   | details        |
| 14.                  | 3 augustus 2019   | ATP Kitzbühel        | Gravel        | Albert Ramos Viñolas   | 7-6(0), 6-1                | details        |
| 15.                  | 6 oktober 2019    | ATP Peking           | Hardcourt     | Stéfanos Tsitsipás     | 3-6, 6-4, 6-1              | details        |
| 16.                  | 27 oktober 2019   | ATP Wenen            | Hardcourt (i) | Diego Schwartzman      | 3-6, 6-4, 6-3              | details        |
| 17.                  | 13 september 2020 | US Open              | Hardcourt     | Alexander Zverev       | 2-6, 4-6, 6-4, 6-3, 7-6(6) | details        |
| verloren finales     |                   |                      |               |                        |                            |                |
| 1.                   | 2 augustus 2014   | ATP Kitzbühel        | Gravel        | David Goffin           | 6-4, 1-6, 3-6              | details        |
| 2.                   | 1 mei 2016        | ATP München          | Gravel        | Philipp Kohlschreiber  | 6-7(7), 6-4, 6-7(4)        | details        |
| 3.                   | 25 september 2016 | ATP Metz             | Hardcourt (i) | Lucas Pouille          | 6-7(5), 2-6                | details        |
| 4.                   | 30 april 2017     | ATP Barcelona        | Gravel        | Rafael Nadal           | 4-6, 1-6                   | details        |
| 5.                   | 14 mei 2017       | ATP Madrid           | Gravel        | Rafael Nadal           | 6-7(8), 4-6                | details        |
| 6.                   | 13 mei 2018       | ATP Madrid           | Gravel        | Alexander Zverev       | 4-6, 4-6                   | details        |
| 7.                   | 10 juni 2018      | Roland Garros        | Gravel        | Rafael Nadal           | 4-6, 3-6, 2-6              | details        |
| 8.                   | 9 juni 2019       | Roland Garros        | Gravel        | Rafael Nadal           | 3-6, 7-5, 1-6, 1-6         | details        |
| 9.                   | 17 november 2019  | ATP Finals           | Hardcourt (i) | Stéfanos Tsitsipás     | 7-6(6), 2-6, 6-7(4)        | details        |
| 10.                  | 2 februari 2020   | Australian Open      | Hardcourt     | Novak Djokovic         | 4-6, 6-4, 6-2, 3-6, 4-6    | details        |
| 11.                  | 22 november 2020  | ATP Finals           | Hardcourt (i) | Daniil Medvedev        | 6-4, 6-7(2), 4-6           | details        |
| 12.                  | 5 augustus 2023   | ATP Kitzbühel        | Gravel        | Sebastian Baez         | 3-6, 1-6                   | details        |
| gewonnen challengers |                   |                      |               |                        |                            |                |
| 1.                   | 16 september 2013 | Kenitra              | Gravel        | Tejmoeraz Gabasjvili   | 7-6, 5-1, opg.             | 7-6, 5-1, opg. |
| 2.                   | 28 oktober 2013   | Casablanca           | Gravel        | Potito Starace         | 6-2, 7-5                   | 6-2, 7-5       |

### Dubbelspel
| Nr.                               | Datum            | Toernooi         | Ondergrond | Partner           | Tegenstanders in finale          | Score            |         |
| --------------------------------- | ---------------- | ---------------- | ---------- | ----------------- | -------------------------------- | ---------------- | ------- |
| verloren finales mannendubbelspel |                  |                  |            |                   |                                  |                  |         |
| 1.                                | 23 juli 2016     | ATP Kitzbühel    | Gravel     | Dennis Novak      | Wesley Koolhof Matwé Middelkoop  | 6-2, 3-6, [9-11] | details |
| 2.                                | 17 februari 2019 | ATP Buenos Aires | Gravel     | Diego Schwartzman | Máximo González Horacio Zeballos | 1-6, 1-6         | details |
| 3.                                | 12 mei 2019      | ATP Madrid       | Gravel     | Diego Schwartzman | Jean-Julien Rojer Horia Tecău    | 2-6, 3-6         | details |

### Landencompetities
| Nr.              | Datum                | Toernooi  | Ondergrond    | Partner                                                                      | Tegenstanders in finale                                                       | Score                  |         |
| ---------------- | -------------------- | --------- | ------------- | ---------------------------------------------------------------------------- | ----------------------------------------------------------------------------- | ---------------------- | ------- |
| gewonnen finales |                      |           |               |                                                                              |                                                                               |                        |         |
| 1.               | 22-24 september 2017 | Laver Cup | Hardcourt (i) | Rafael Nadal Roger Federer Alexander Zverev Marin Čilić Tomáš Berdych        | Sam Querrey John Isner Nick Kyrgios Jack Sock Denis Shapovalov Frances Tiafoe | 15-9 (12 wedstrijden)  | details |
| 2.               | 20-22 september 2019 | Laver Cup | Hardcourt (i) | Rafael Nadal Roger Federer Alexander Zverev Stéfanos Tsitsipás Fabio Fognini | Milos Raonic John Isner Nick Kyrgios Jack Sock Denis Shapovalov Taylor Fritz  | 13-11 (12 wedstrijden) | details |

## Resultaten grote toernooien
| Legenda | Legenda                          |
| ------- | -------------------------------- |
| g.t.    | geen toernooi gehouden           |
| l.c.    | lagere categorie                 |
| –       | niet deelgenomen                 |
| G       | uitgeschakeld in de groepsfase   |
| 1R      | uitgeschakeld in de eerste ronde |
| 2R      | uitgeschakeld in de tweede ronde |
| 3R      | uitgeschakeld in de derde ronde  |
| 4R      | uitgeschakeld in de vierde ronde |
| KF      | uitgeschakeld in de kwartfinale  |
| HF      | uitgeschakeld in de halve finale |
| F       | de finale verloren               |
| W       | het toernooi gewonnen            |
| w-v     | winst/verlies-balans             |

### Enkelspel
| grandslamtoernooien |      |      |    |      |      |      |      |      |      |      |   |
| Australian Open     | 2R   | 1R   | 3R | 4R   | 4R   | 2R   | F    | 4R   | –    | 1R   |   |
| Roland Garros       | 2R   | 2R   | HF | HF   | F    | F    | KF   | 1R   | 1R   | 1R   |   |
| Wimbledon           | 1R   | 2R   | 2R | 4R   | 1R   | 1R   | g.t. | –    | –    | 1R   |   |
| US Open             | 4R   | 3R   | 4R | 4R   | KF   | 1R   | W    | –    | 1R   | 2R   |   |
| ATP Finals          |      |      |    |      |      |      |      |      |      |      |   |
| ATP Finals          | –    | –    | –  | G    | G    | F    | F    | –    | –    | –    |   |
| ATP Masters 1000    |      |      |    |      |      |      |      |      |      |      |   |
| Indian Wells        | 3R   | 1R   | 4R | KF   | 3R   | W    | g.t. | –    | –    | 1R   |   |
| Miami               | 2R   | KF   | 4R | 2R   | –    | 2R   | g.t. | –    | –    | 1R   |   |
| Monte Carlo         | 1R   | 1R   | 3R | 3R   | KF   | 3R   | g.t. | –    | –    | 2R   |   |
| Madrid              | 3R   | –    | 1R | F    | F    | HF   | g.t. | HF   | 1R   | 2R   |   |
| Rome                | –    | 3R   | KF | HF   | 2R   | 2R   | –    | 3R   | 1R   | –    |   |
| Montreal/Toronto    | 1R   | 1R   | 2R | 2R   | 2R   | KF   | g.t. | –    | –    | –    |   |
| Cincinnati          | 1R   | 1R   | KF | KF   | –    | –    | 2R   | –    | –    | –    |   |
| Shanghai            | 2R   | 2R   | –  | 2R   | 2R   | KF   | g.t. | g.t. | g.t. | –    |   |
| Parijs              | 2R   | 2R   | 2R | 3R   | HF   | 3R   | –    | –    | –    | –    |   |
| olympisch           |      |      |    |      |      |      |      |      |      |      |   |
| Olympische Spelen   | g.t. | g.t. | –  | g.t. | g.t. | g.t. | g.t. | –    | g.t. | g.t. |   |
| statistieken        |      |      |    |      |      |      |      |      |      |      |   |
| titels per jaar     | 0    | 3    | 4  | 1    | 3    | 5    | 1    | 0    | 0    | 0    | 0 |
| eindejaarsranking   | 39   | 20   | 8  | 5    | 8    | 4    | 3    | 15   | 102  | 98   |   |

### Dubbelspel
| grandslamtoernooien |      |      |    |      |      |      |      |      |      |      |   |
| Australian Open     | –    | 1R   | 2R | –    | –    | –    | –    | –    | –    | –    |   |
| Roland Garros       | 1R   | 1R   | 1R | –    | –    | –    | –    | –    | –    | –    |   |
| Wimbledon           | 2R   | –    | –  | –    | –    | –    | g.t. | –    | –    | –    |   |
| US Open             | 2R   | 1R   | 2R | –    | –    | –    | –    | –    | –    | –    |   |
| ATP Masters 1000    |      |      |    |      |      |      |      |      |      |      |   |
| Indian Wells        | –    | –    | KF | 1R   | 1R   | 1R   | g.t. | –    | –    | 1R   |   |
| Miami               | –    | 1R   | 1R | 1R   | –    | 1R   | g.t. | –    | –    | –    |   |
| Monte Carlo         | –    | –    | 1R | –    | –    | 2R   | g.t. | –    | –    | –    |   |
| Madrid              | –    | –    | –  | 1R   | 1R   | F    | g.t. | –    | –    | –    |   |
| Rome                | –    | –    | 2R | –    | 2R   | 2R   | –    | –    | –    | –    |   |
| Montreal/Toronto    | –    | 1R   | 1R | 2R   | –    | –    | g.t. | –    | –    | –    |   |
| Cincinnati          | –    | 1R   | –  | 1R   | –    | –    | –    | –    | –    | –    |   |
| Shanghai            | –    | 2R   | –  | –    | KF   | –    | g.t. | g.t. | g.t. | –    |   |
| Parijs              | –    | –    | 2R | –    | –    | –    | –    | –    | –    | –    |   |
| olympisch           |      |      |    |      |      |      |      |      |      |      |   |
| Olympische Spelen   | g.t. | g.t. | –  | g.t. | g.t. | g.t. | g.t. | –    | g.t. | g.t. |   |
| statistieken        |      |      |    |      |      |      |      |      |      |      |   |
| titels per jaar     | 0    | 0    | 0  | 0    | 0    | 0    | 0    | 0    | 0    | 0    | 0 |
| eindejaarsranking   | 257  | 255  | 94 | 269  | 178  | 78   | 112  | 230  | -    | 887  |   |

## Trivia
- Van mei 2019 tot circa mei 2021 was de Oostenrijker Herwig Straka van het bedrijf „e|motion management gmbh” de manager van Dominic Thiem. Herwig Straka is o.a. vanaf 2009 de toernooidirecteur van het ATP-toernooi van Wenen. Voordien was Thiems langjarige trainer Günter Bresnik tevens zijn manager.[2][3]